# Judith Lermer Crawley
Pour les articles homonymes, voir Crawley (homonymie).
Judith Lermer Crawley, née le 15 juin 1945, est une photographe et activiste féministe résidant à Montréal.

## Biographie
Née d'une famille d'origine juive-polonaise ayant survécu à l'Holocauste, elle passe sa jeunesse à Montréal.
Photographe autodidacte, elle étudie d'abord la littérature anglaise à l'Université Sir George Williams (aujourd'hui l'Université Concordia), dans le cadre d'un baccalauréat qu'elle termine en 1966. En 1967, elle complète une maîtrise en littérature anglaise à l'Université de Toronto. De 1967 à 1970, elle est professeure de littérature anglaise au Collège Loyola (aujourd'hui affilié à l'Université Concordia).
C'est au cours d'un voyage personnel réalisé à San Francisco à l'été 1968 qu'elle développe davantage son intérêt pour la photographie, grâce à la chambre noire communautaire de la Harvey Milk Photo Center. À son retour à Montréal, elle continue sa pratique photographique parallèlement à sa carrière d'enseignement.
En 1970, elle devient professeure de photographie au Cégep Vanier, où elle occupera le poste coordonnatrice du département et sera membre de l'exécutif du Vanier College Teacher Association (VCTA) à plusieurs reprises. Elle y enseignera la photographie jusqu'en 2004. Plusieurs de ses cours traitent des rapports entre littérature et photographie. Impliquée au sein du département d'études féministes du collège, ses cours abordent les enjeux liés à la représentation des femmes dans les médias et la publicité ainsi qu'au statut des femmes artistes dans l'histoire.
De 1981 à 2001, elle est coordinatrice photographique au sein du collection des Presses de la santé de Montréal,. Elle s'implique également, de 1983 à 1988, à titre de membre du comité de sélection de la galerie Dazibao, à Montréal, et participe aux rencontres du Women's Caucus de la Society for Photographic Education, aux États-Unis.
Elle continue aujourd'hui sa pratique photographique. Dernièrement, ses archives personnelles ont été déposées aux archives du mouvement des femmes de l'Université d'Ottawa.

## Publications
- Lermer Crawley, Judith. Donner naissance n'est qu'un début : Les femmes parlent de maternité = Giving Birth is Just the Beginning : Woman Speak About Mothering. Montréal, Qc: Judith Lermer Crawley, 1987[6].

## Prix et honneurs[2],[1]
- 1996 - Mention honorable, exposition Regards du Québec
- 1993 - Bourse de projet du Conseil des arts du Canada
- 1987 - Bourse du Conseil des arts du Canada, volet « B »
- 1983 - Bourse du Conseil des arts du Canada, volet « B »
- 1985 - 2e prix du Concours de maquettes originales de livres de photographie du magazine OVO

## Liste sélective d'expositions individuelles[2],[1]
- 2006 : Women's Daybook Series (Cégep Vanier, Montréal)
- 2010 : About Auschwitz (Cégep Vanier, Montréal)
- 2005 : About Auschwitz (Christ Church Cathedral, Montréal)
- 2004 : About Auschwitz (Temple Emanu-El Beth Shalom, Montréal)
- 2003 : About Auschwitz (Cégep Vanier, Montréal)
- 2001 : Vanier participates in the World March of Women 2000 (Cégep Vanier, Montréal)
- 1998 : "One in five..." Photographer as single mom (L'Espace F, Matane)
- 1997 : 1998 : "One in five..." Photographer as single mom (Vaste et Vague, Carleton)
- 1997 : The 50s / La cinquantaine (Mois de la photo à Montréal, Librairie Côte Saint-Luc, Montréal)
- 1996 : "One in five..." Photographer as single mom (Galerie Séquence, Chicoutimi; Latitude 53, Edmonton)
- 1995 : "One in five..." Photographer as single mom (Anna Leonowens Gallery, Halifax)
- 1993 : "One in five..." Photographer as single mom (Mois de la Photo à Montréal, Montréal; Galerie Vox, Montréal; Photo Passage, Harbourfront, Toronto)
- 1986 : Donner naissance n'est qu'un début : Les femmes parlent de maternité = Giving Birth is Just the Beginning : Woman Speak About Mothering (Toronto Photographers Workshop, Toronto)
- 1985 : Donner naissance n'est qu'un début : Les femmes parlent de maternité = Giving Birth is Just the Beginning : Woman Speak About Mothering (Photographers Union, Steelworkers' Hall, Hamilton, Ontario; Eye Photography Gallery San Francisco; Galerie Dazibao, Montréal)

## Liste sélective d'expositions collectives[2],[1]
- 2014 : The Slide Show (Loop Gallery, Toronto)
- 2004-2007 : Growing Up in Montreal in the 20th Century (Musée McCord, Montréal)
- 2001 : Urbanité (Centre de créativité du Gesù, Montréal)
- 1997 : Whirling Dirvishes (Mois de la photo à Montréal, Montréal)
- 1995 : The Feminine Viewpoint (Jacob Stores, Montréal)